# Moenkhausia sanctaefilomenae

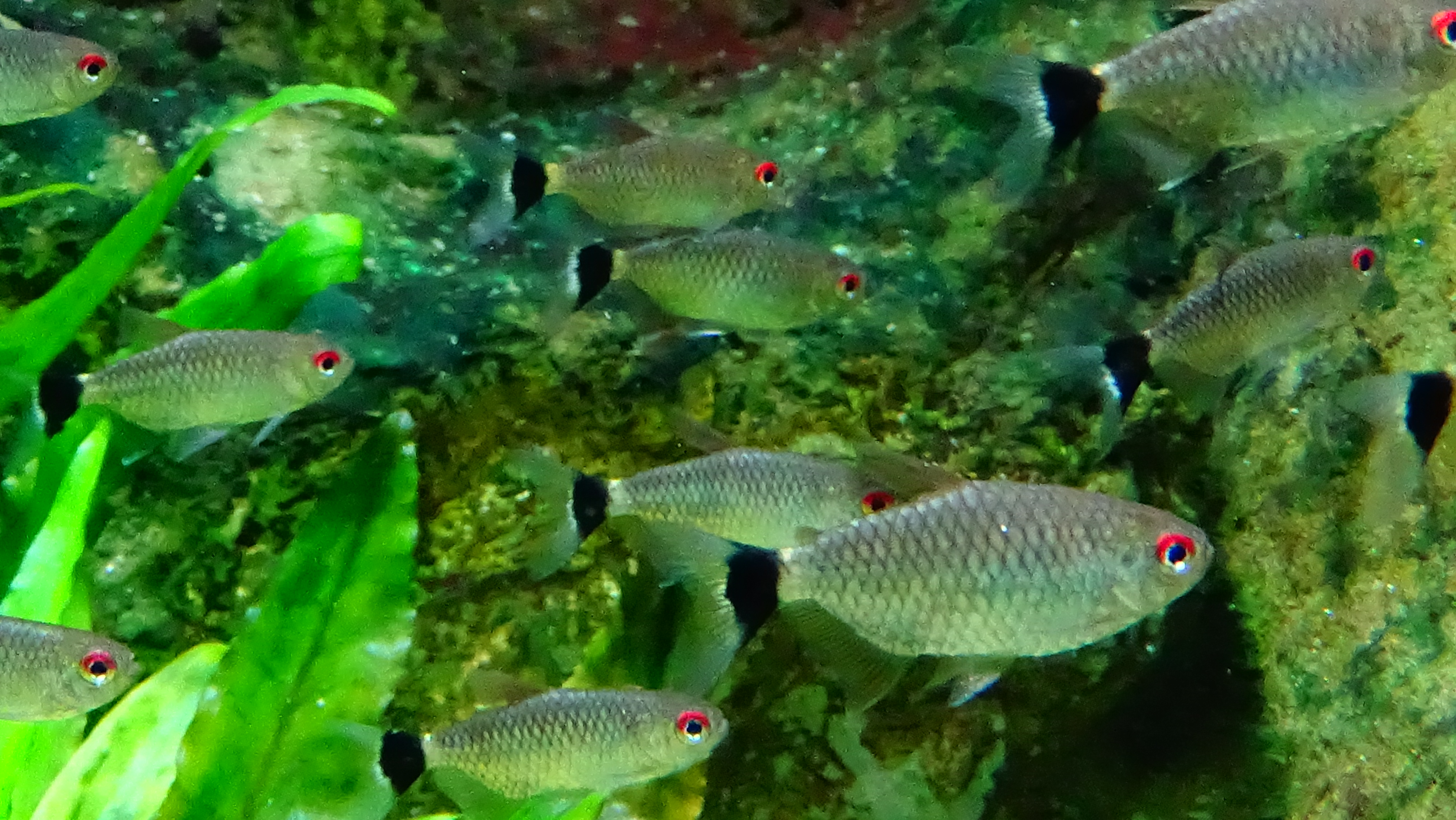
Gruppo di Moenkhausia sanctaefilomenae in acquario

Moenkhausia sanctaefilomenae (Steindachner, 1907) è un pesce osseo d'acqua dolce appartenente alla famiglia Characidae.

## Distribuzione e habitat
Questo pesce è diffuso nel bacino dei fiumi Uruguay, São Francisco, Paraná e Parnaíba; il locus typicus è Santa Filomena, in Brasile. Abita le acque calme e ricche di vegetazione, anche galleggiante.

## Descrizione
Il corpo è alto, allungato, molto compresso ai fianchi. Come la maggioranza dei caracidi, è presente la pinna adiposa. La livrea presenta una colorazione di fondo avorio argentea: ogni scaglia ha l'estremità più scura. La parte superiore dell'occhio è rosso vivo, mentre la radice della coda è nera, preceduta da una fascia verticale gialla e seguita da una fascia sottile bianca. Le pinne sono trasparenti, e la pinna anale e quelle ventrali sono delicatamente ortlate di bianco. 

La femmina presenta un ventre più accentuato. 

Raggiunge una lunghezza di 7 cm.

## Biologia

### Comportamento
È un pesce che vive in gruppi, composti anche da più specie di caracidi.

### Alimentazione
M. sanctaefilomenae si nutre sia di piccoli invertebrati (crostacei, anellidi e insetti) che di alghe e altra materia vegetale.

### Riproduzione
È oviparo e la deposizione può avvenire sia in coppie che in gruppi; non ci sono comunque cure nei confronti delle uova, che possono anche essere mangiate dagli stessi pesci che le hanno deposte.

## Acquariofilia
Le piccole dimensioni, l'elegante livrea e la facilità di allevamento hanno fatto di questo pesce un comune ospite di acquari; va allevato in gruppi di almeno cinque esemplari.